# As-Gadao
As-Gadao – wyspa leżąca u południowych wybrzeży wyspy Guam. Jest połączona z głównym lądem przez Lagunę Kokosową.